# Ein Bisschen Zeitgeist
 (janvier 2018).
Albums de Killerpilze
Lautonom
(2010) Grell
(2013)
Ein Bisschen Zeitgeist est le quatrième album du groupe de pop rock allemand Killerpilze, sortie le 11 mars 2011 en Allemagne et le 30 mars en France[réf. nécessaire].

## Liste des titres
Toutes les chansons sont écrites et composées par Johannes Halbig, Fabian Halbig, Maximilian Schlichter (Killerpilze).
| 1.    | Boom                | 3:39 |
| 2.    | Wenn Blicke treffen | 4:10 |
| 3.    | Jubel und Staub     | 5:40 |
| 4.    | Komm Komm.Com       | 2:56 |
| 5.    | Marie               | 4:48 |
| 6.    | Albtrauma           | 3:11 |
| 7.    | So weit so gut      | 4:51 |
| 8.    | Zeitgeist           | 3:26 |
| 9.    | Schicksalsscheiß    | 3:23 |
| 10.   | Morgenland          | 3:32 |
| 11.   | 97 Tage             | 2:54 |
| 12.   | Alles kaputt        | 2:47 |
| 45:17 |                     |      |

## Crédits
| - Johannes Halbig : chant, guitare - Fabian Halbig : batterie - Maximilian Schlichter : guitare, chant, chœurs - Winnie Bucher : basse | - Production, arrangements : Fabian Halbig, Johannes Halbig, Maximilian Schlichter - Préproduction : Maximilian Schlichter - Mastering : Michael Schwabe - Ingénierie, mixage : Michael Bierler - Ingénierie (guitares) : Peter Stapfer - Artwork, édition vidéo : Carsten Bunnemann, Gregor Wiebe - Photographie : David Schlichter |